# Hwarot

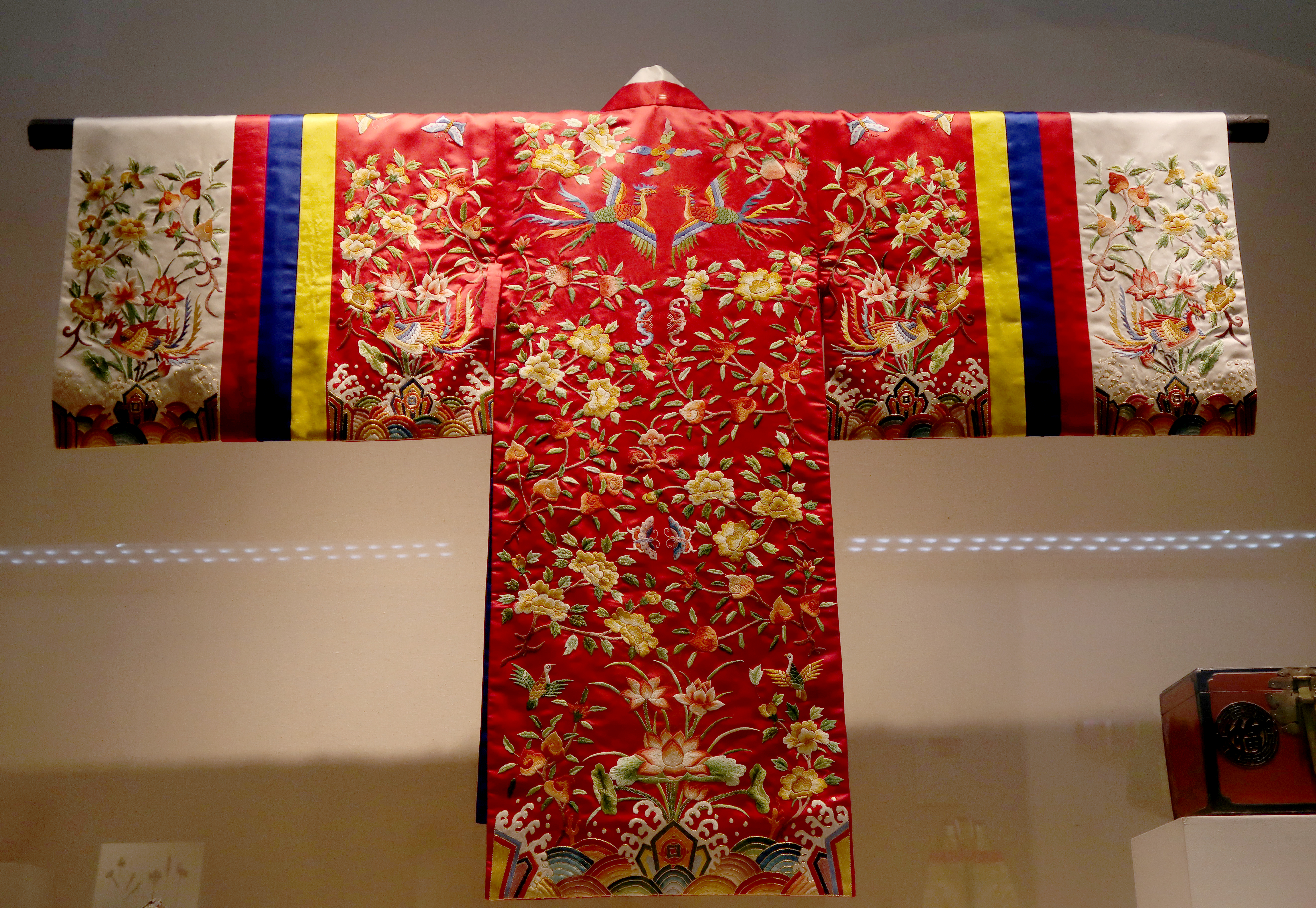
Hwarot.

Il hwarot (활옷?, 闊-?; anche hwalot) o hwarui (활의?, 闊衣?) è un indumento tradizionale coreano. Era la veste cerimoniale delle principesse delle dinastie Goryeo e soprattutto Joseon, e l'abito nuziale delle spose appartenenti alla classe yangban. Nonostante un'ordinanza che vietava alla gente comune di indossarlo, iniziò gradualmente ad apparire anche ai matrimoni delle classi inferiori. In epoca moderna viene usato soltanto nella cerimonia del pyebaek, durante la quale i novelli sposi offrono dei doni ai genitori dell'uomo in segno di rispetto.

## Storia
I primi hwarot esistenti furono realizzati principalmente tra il XVIII e il XIX secolo. Si suppone che discendano dal "grande cappotto rosso" (taehong'ui) delle regine del Goryeo, che non poteva essere indossato dalla gente comune, oppure che siano stati influenzati dall'abbigliamento cinese, ereditando caratteristiche che apparivano già negli abiti cerimoniali della classe superiore sotto l'antica dinastia Tang. Il nome potrebbe derivare dai disegni floreali che ricoprono la veste (huā significa infatti "fiore" in cinese), mentre l'alternativa hwarui è probabilmente una mutazione del cinese huáyī (華衣) o huāyī (花衣).
Originariamente riservato alle spose della classe aristocratica yangban, agli inizi del XX secolo era ormai divenuto l'abito nuziale femminile per tutte le classi sociali. In precedenza, la gente comune usava prevalentemente un wonsam, elegante ma meno decorato e, conseguentemente, più economico. Solo una quarantina di hwarot del tardo periodo Joseon (fine 1800-inizio 1900) sono giunti fino all'epoca moderna, e sono esposti in musei sia sudcoreani che esteri, esportati dai collezionisti stranieri che hanno visitato la Corea negli anni Venti: tra essi rientrano quello indossato dalla principessa Bogon, secondogenita del re Sunjo, alle proprie nozze nel 1830, e il "Changdeokgung hwarot", di origine e proprietaria sconosciute, il cui stile decorativo corrisponde a quello maggiormente seguito dal popolo.

## Caratteristiche
Il hwarot è una lunga veste dai ricami complessi, composta da molti pannelli e con degli spacchi laterali per lasciare spazio alla gonna (chima) indossata al di sotto insieme alla giacca (jeogori). Si differenzia dall'hanbok e da altri indumenti asiatici per le linee dritte e simmetriche e per la chiusura posta frontalmente, anziché sulla destra. Un tipico hwarot ha l'esterno rosso e l'interno blu, a simboleggiare il rapporto yin-yang tra marito e moglie. Le maniche, ampie e lunghe a coprire le mani dell'indossatrice, sono decorate da tre strisce di seta nei colori del rosso, del blu e del giallo, con un polsino bianco.
La parte posteriore è rinforzata internamente incollando strati di carta che aiutino la stoffa a sostenere il peso delle decorazioni, essendo quasi completamente ricamata con filo di seta. È il retro ad essere decorato, e non la parte frontale, perché nel matrimonio tradizionale la sposa tiene la testa china e le mani piegate a coprire il petto, esponendo alla vista soltanto le spalle, la schiena e le maniche. I ricami contengono ideogrammi e simboli religiosi e filosofici di buon auspicio, legati a taoismo, buddhismo e confucianesimo, all'armonia tra yin e yang e ai cinque colori attribuiti agli elementi che costituiscono l'universo (giallo, blu, bianco, rosso e nero). Significativo anche il numero di fiori: loti per la purezza, la rinascita e la longevità, peonie per la ricchezza e l'onore; una coppia di uccelli (egrette o fenici) augurava invece la felicità della coppia. L'orlo era decorato da un motivo a onde.
Realizzare un hwarot era un processo costoso, pertanto venivano continuamente riparati e trasmessi di generazione in generazione, oltre ad essere prestati ai vicini di casa che ne erano sprovvisti: il design semplice e il fatto che non venissero realizzati su misura facevano sì che potessero essere indossati da molte donne diverse. Gli aristocratici erano soliti donarli alle famiglie meno abbienti quando cominciavano ad apparire consunti. I rattoppi, eseguiti in modo da essere evidenti, si concentravano prevalentemente sugli orli e le pieghe, ma anche sulle zone deteriorate dai pesanti ricami, e venivano realizzati sia con il tradizionale raso che con tessuti diversi da quello usato in origine, come broccato, damasco e saia di lana, o anche con i nastri per capelli indossati durante le nozze. I polsini e lo strato interno di carta venivano sostituiti dopo ogni uso.